# Jackson (Wyoming)
Jackson és l'únic poble i seu del Comtat de Teton a l'estat de Wyoming, Estats Units d'Amèrica.

## Demografia
Segons el cens dels Estats Units del 2000 Jackson tenia 8.647 habitants, 3.631 habitatges, i 1.670 famílies. La densitat de població era de 1.171,4 habitants/km².
Dels 3.631 habitatges en un 23,5% hi vivien nens de menys de 18 anys, en un 34,4% hi vivien parelles casades, en un 7,1% dones solteres, i en un 54% no eren unitats familiars. En el 29,9% dels habitatges hi vivien persones soles el 4,4% de les quals corresponia a persones de 65 anys o més que vivien soles. El nombre mitjà de persones vivint en cada habitatge era de 2,35 i el nombre mitjà de persones que vivien en cada família era de 2,97.
Per edats la població es repartia de la següent manera: un 18,4% tenia menys de 18 anys, un 13,9% entre 18 i 24, un 43,7% entre 25 i 44, un 18,2% de 45 a 60 i un 5,8% 65 anys o més.
L'edat mediana era de 31 anys. Per cada 100 dones de 18 o més anys hi havia 118,4 homes.
La renda mediana per habitatge era de 47.757 $ i la renda mediana per família de 53.915 $. Els homes tenien una renda mediana de 31.152 $ mentre que les dones 24.307 $. La renda per capita de la població era de 25.004 $. Entorn del 2,6% de les famílies i el 6,8% de la població estaven per davall del llindar de pobresa.

## Poblacions properes
El següent diagrama mostra les poblacions més properes.